# Willem Thijssen
Willem Thijssen (* 1947 in den Niederlanden) ist ein niederländischer Filmproduzent und -regisseur.

## Leben
Sein Debüt als Produzent gab er 1973 beim niederländisch-belgischen Langfilm Camera sutra (of de bleekgezichten). Erste Filme seiner Produktionsfirma CinéTé Filmproducties erschienen Anfang der 1980er-Jahre. CinéTé produziert neben Spielfilmen auch Dokumentar- und Kurzanimationsfilme. Für den Kurzanimationsfilm Een Griekse tragedie, den Thijssen gemeinsam mit Linda Van Tulden produzierte, und bei dem Nicole Van Goethem Regie führte, wurden Thijssen und Van Tulden 1987 mit einem Oscar ausgezeichnet. Thijssen ist auch als Filmregisseur aktiv und drehte seit dem Regiedebüt The Future of ’36 (1983) verschiedene Dokumentar- und Fernsehfilme.

## Filmografie
Als Produzent
- 1973: Camera sutra (of de bleekgezichten)
- 1978: Gejaagd door de winst
- 1979: Murw
- 1979: Soleil des hyènes
- 1980: De meester en de Reus
- 1981: Sempre più difficile
- 1982: De plaats van de vreemdeling
- 1983: The Future of '36
- 1983: De laatste dagen van brood en wijn
- 1984: Jean-Gina B.
- 1984: De droomproducenten
- 1985: Een Griekse tragedie
- 1985: A Strange Love Affair
- 1986: Vol van gratie
- 1986: Paniekzaaiers
- 1986: Congo Express
- 1986: Exit-exil
- 1988: Jan Cox, a Painter's Odyssey
- 1990: Dilemma
- 1991: Elias of het gevecht met de nachtegalen
- 1992: Boys
- 1992: De domeinen Ditvoorst
- 1993: Op de fiets naar Hollywood
- 1994: Jaar 1: Alan Reeve na dertig jaar opsluiting
- 1995: Hoogste tijd
- 1995: Tabee toean
- 1996: Elixir d'Anvers
- 1997: What's in an Egg
- 1997: Mal, a Portrait of Mal Waldron
- 1997: Exit
- 1997: Gastons Krieg (Gaston’s War)
- 1999: Run of the Mill
- 1999: Missing Link
- 2000: 3 Misses
- 2000: Innocence – Erste Liebe, zweite Chance (Innocence)
- 2001: Father and Daughter
- 2001: De ontdekking van Almere
- 2004: Jaguar
- 2006: Met Nicole van Goethem
- 2006: The Aroma of Tea
- 2006: Practical Pistol Shooting (TV)
- 2010: Get Real!
- 2011: De engel van Doel
- 2011: The Monster of Nix

Als Regisseur
- 1983: The Future of '36
- 1984: De droomproducenten
- 1993: Op de fiets naar Hollywood
- 2000: Badry's Alibi (TV)
- 2001: De ontdekking van Almere
- 2004: Jaguar
- 2006: Met Nicole van Goethem
- 2006: Practical Pistol Shooting (TV)

## Auszeichnungen
- 1987: Oscar, Bester animierter Kurzfilm, für Een Griekse tragedie
- 2001: BAFTA, bester Kurzanimationsfilm, für Father and Daughter